# Південний Амлаш
Південний Амлаш (перс. املش جنوبی) — дегестан в Ірані, в Центральному бахші, в шагрестані Амлаш остану Ґілян. За даними перепису 2006 року, його населення становило 6584 особи, які проживали у складі 1787 сімей.

## Населені пункти
До складу дегестану входять такі населені пункти:
- Аббас-Ґавабар
- Афтабхвортаб
- Баґ-Махале-Нарке
- Бала-Махале-Нараке
- Білі-Ланґе
- Гардуаб
- Ґуді-Ґавабар
- Ґудін-Ґавабар
- Давай-є-Лят
- Дарзіґавабар
- Дар-Тамуш
- Джурка-Сар
- Калансара
- Кашкалає
- Лалім
- Міянсара
- Нарендж-Бон
- Паїн-Махале-Нараке
- Парамсара
- Пілдаре
- Пілдже
- Пілям-Пастанак
- Сіях-Марз-е-Ґавабар
- Табестан-Нешін
- Тагмасґавабар
- Тазеабад-Нараке
- Тушех-Міян
- Хаджіабад
- Шабхус-Пахлю
- Шандар-е-Баланґе
- Шеліше
- Шіа-Шарестан
- Шір-Даре
- Юсефабад
- Я-Алі-Ґавабар